# Suzuki Suzulight
La Suzulight è la prima automobile realizzata dalla Suzuki e prodotta dal 1955 al 1965.

## Il contesto
Dopo i buoni successi con la produzione motociclistica, la Suzuki decide di cimentarsi anche nel campo automobilistico. È l'ottobre 1955 quando viene presentata la Suzulight SS, una vetturetta progettata ispirandosi alla tecnologia tedesca del dopoguerra, in particolare al modello Lloyd LP 300. Fa parte del gruppo di vetture definite Keycar, agevolate in Giappone sotto il profilo fiscale.
La prima versione viene costruita con una carrozzeria due porte e tre volumi, spinta da un propulsore a due tempi di derivazione motociclistica posizionato anteriormente e dotata di trazione anteriore.
Dato il buon prezzo d'acquisto, i contenuti costi di gestione ed i 4 posti abbastanza comodi per la statura media giapponese dell'epoca, l'utilitaria riscuote un immediato successo di vendite.
La Suzulight diviene ben presto uno dei simboli della ripresa economica giapponese e viene particolarmente ambita sia dalle famiglie agiate che l'acquistano come vettura di servizio, sia dalle famiglie meno abbienti che, finalmente, possono permettersi un'automobile.
Allo scopo di soddisfare le più svariate esigenze della clientela, la Suzuki appronta varie tipologie di carrozzeria. Particolare successo avranno anche la versione "SD", una piccola familiare a tre porte e quattro posti, e la versione "SP", un pick-up a due porte e due posti.
Nel 1958 la Suzulight viene profondamente rivista dai tecnici Suzuki che aumenteranno il passo da 2.000 a 2.050 mm e la potenza da 16 a 21 CV. Tutte le versioni beneficeranno della nuova motorizzazione e, quelle commerciali, verranno dotate di una nuova piattaforma irrobustita con passo da 1.745 mm. L'anno seguente è la volta della versione "Van", un furgone a tre porte con passo da 1.870 mm e sospensioni posteriori a balestra.
L'ultima versione è la "Suzulight - Fronte", prodotta dal 1962 al 1965, anello di congiunzione con la "Fronte", che sostituirà il modello "Suzulight", rappresentando la gamma utilitaria di casa Suzuki nella seconda metà degli anni sessanta e negli anni settanta.